# Egelsee (Memmingen)
Egelsee ist ein Weiler der kreisfreien Stadt Memmingen.

## Beschreibung
Der Weiler grenzt unmittelbar an den sich in Baden-Württemberg befindenden Teilort Egelsee der Gemeinde Tannheim im Landkreis Biberach. Beide Orte sind durch eine Brücke über die Iller verbunden. Durch den Weiler verläuft die von Steinheim kommende Staatsstraße 2013.

## Wirtschaft
In dem Weiler befindet sich das Gasthaus zum Kreuz, das Sägewerk Wiblishauser früher Einsiedler, das Vereinshaus der Schwarzen Schaar e.V. und weitere landwirtschaftliche Betriebe.